# Musée national Brukenthal

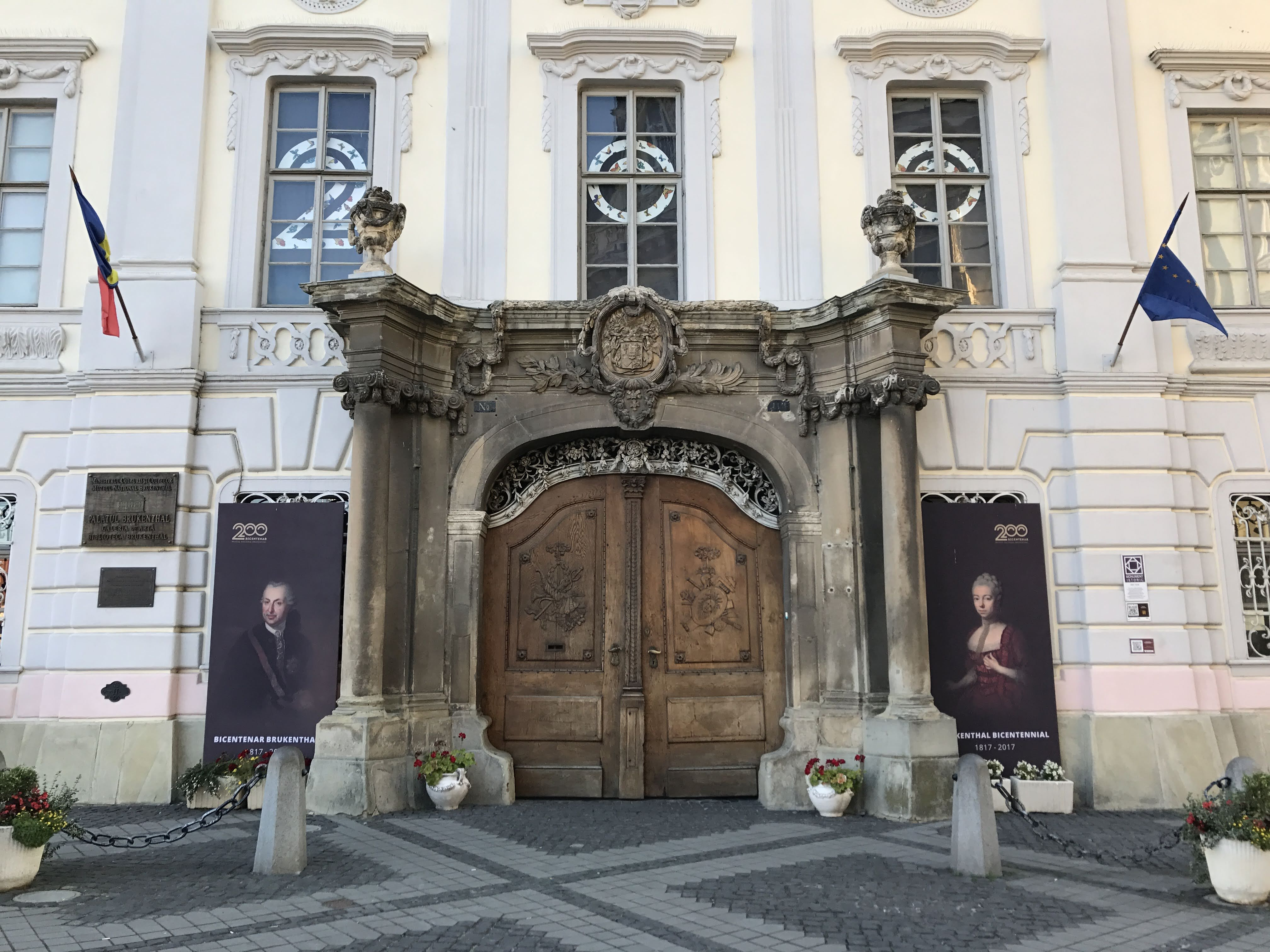
L'entrée du musée.

Le Musée national Brukenthal (en roumain : Muzeul Național Brukenthal, en allemand : Brukenthalmuseum) est un musée situé à Sibiu, en Transylvanie, en Roumanie, fondé à la fin du XVIIIe siècle par Samuel von Brukenthal (1721-1803) dans son palais de ville.
Le baron Brukenthal, gouverneur de la Grande-principauté de Transylvanie a établi ses premières collections vers 1790. Les collections sont officiellement ouvertes au public en 1817, faisant du musée la plus ancienne institution du genre sur le territoire de la Roumanie moderne.
Aujourd'hui, dans sa forme étendue, il s'agit d'un complexe comprenant six musées qui, sans être des entités administratives distinctes, sont situés à différents endroits de la ville et ont leurs propres programmes culturels.

## Les galeries d'art

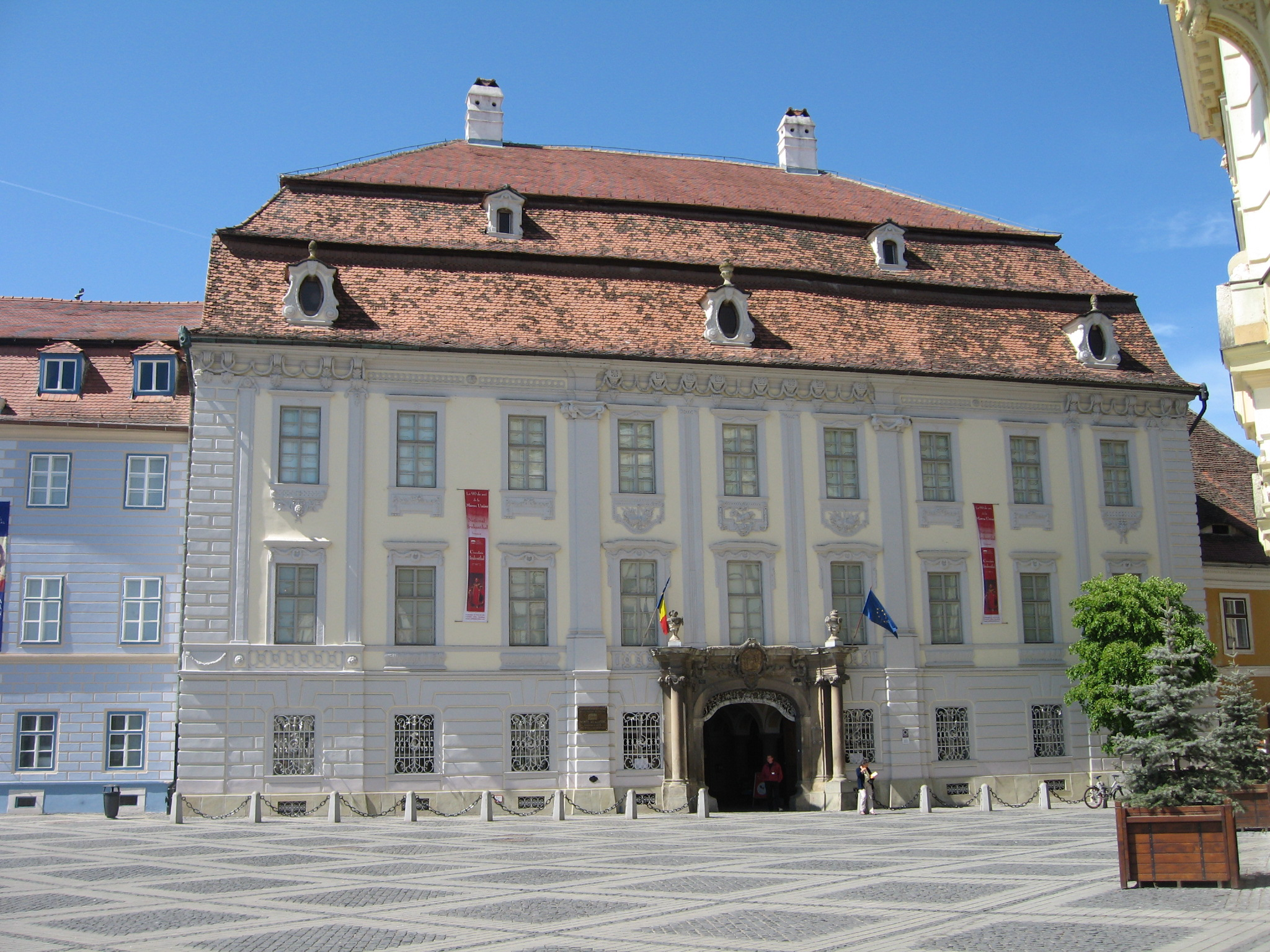
Le musée.

Les galeries d'art sont situées à l'intérieur du palais Brukenthal et comprennent environ 1 200 œuvres appartenant aux principales écoles européennes de peinture, du XVe et XVIIIe siècles : écoles flamande-néerlandaise, allemande et autrichienne, italienne, espagnole et française. Les galeries comprennent également des collections de gravures, de livres, de numismatique et de minéraux.

## La bibliothèque Brukenthal
La bibliothèque Brukenthal est également située à l'intérieur du palais Brukenthal. Il comprend environ 300 000 ouvrages (manuscrits, incunables, livres étrangers rares, livres anciens en langue roumaine, livres contemporains et magazines spécialisés), notamment le bréviaire Brukenthal, un livre d'heures enluminé du XVIe siècle.

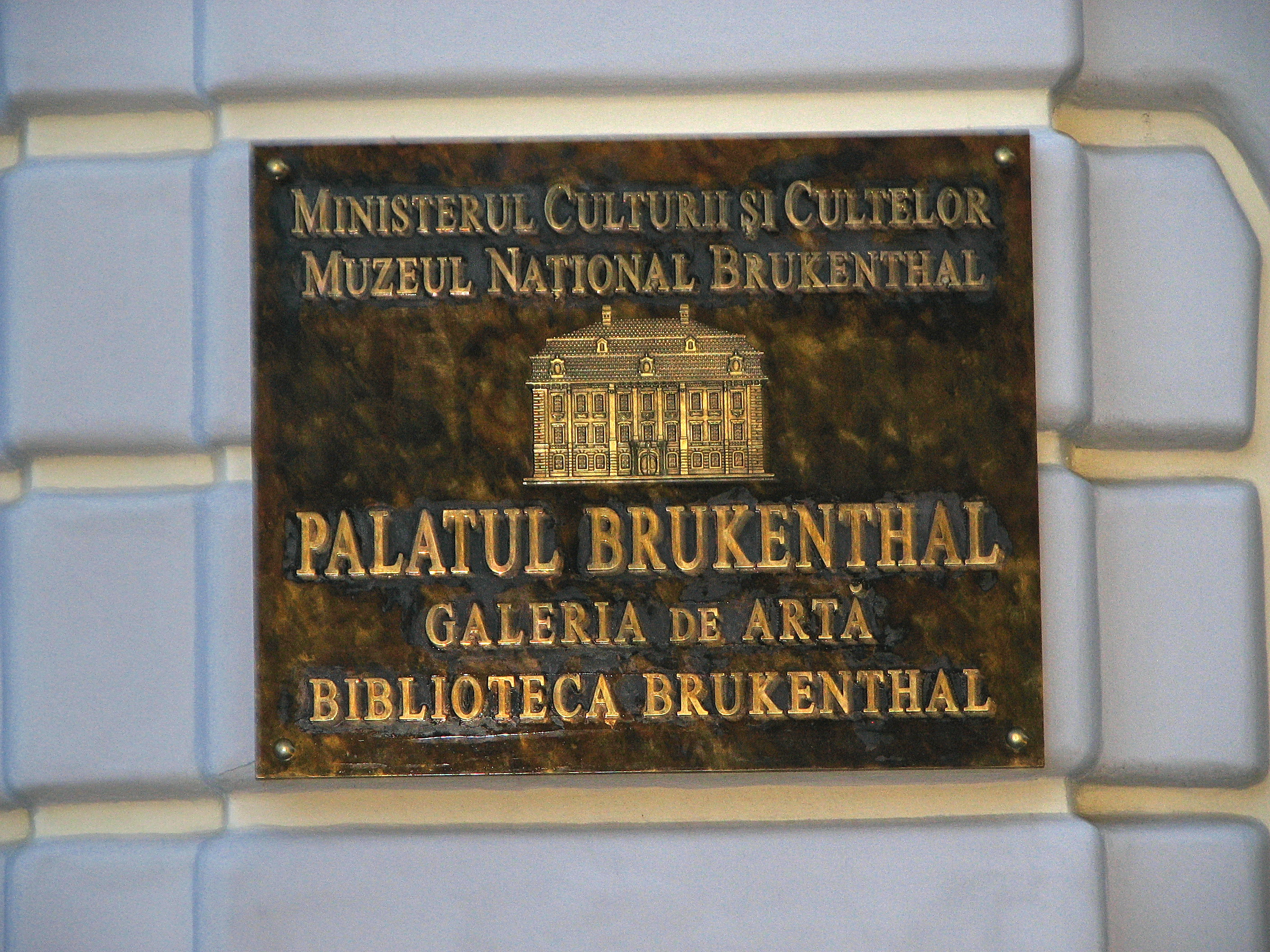
Plaque d'entrée.

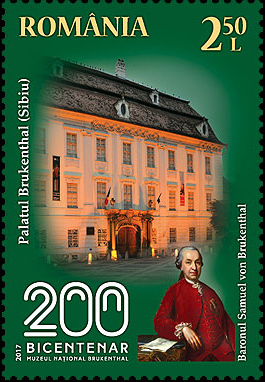
Un timbre 2017 dédié au du musée.

## Le musée d'histoire
Le Musée d'histoire fait partie d'un bâtiment considéré comme le plus important ensemble d'architecture gothique non religieuse de Transylvanie. Le musée a d'abord concentré ses activités sur la représentation des caractéristiques historiques d'Hermannstadt (Nagyszeben, actuelle Sibiu) et de ses environs, mais avec le temps, il est devenu le reflet de toute la région du sud de la Transylvanie.

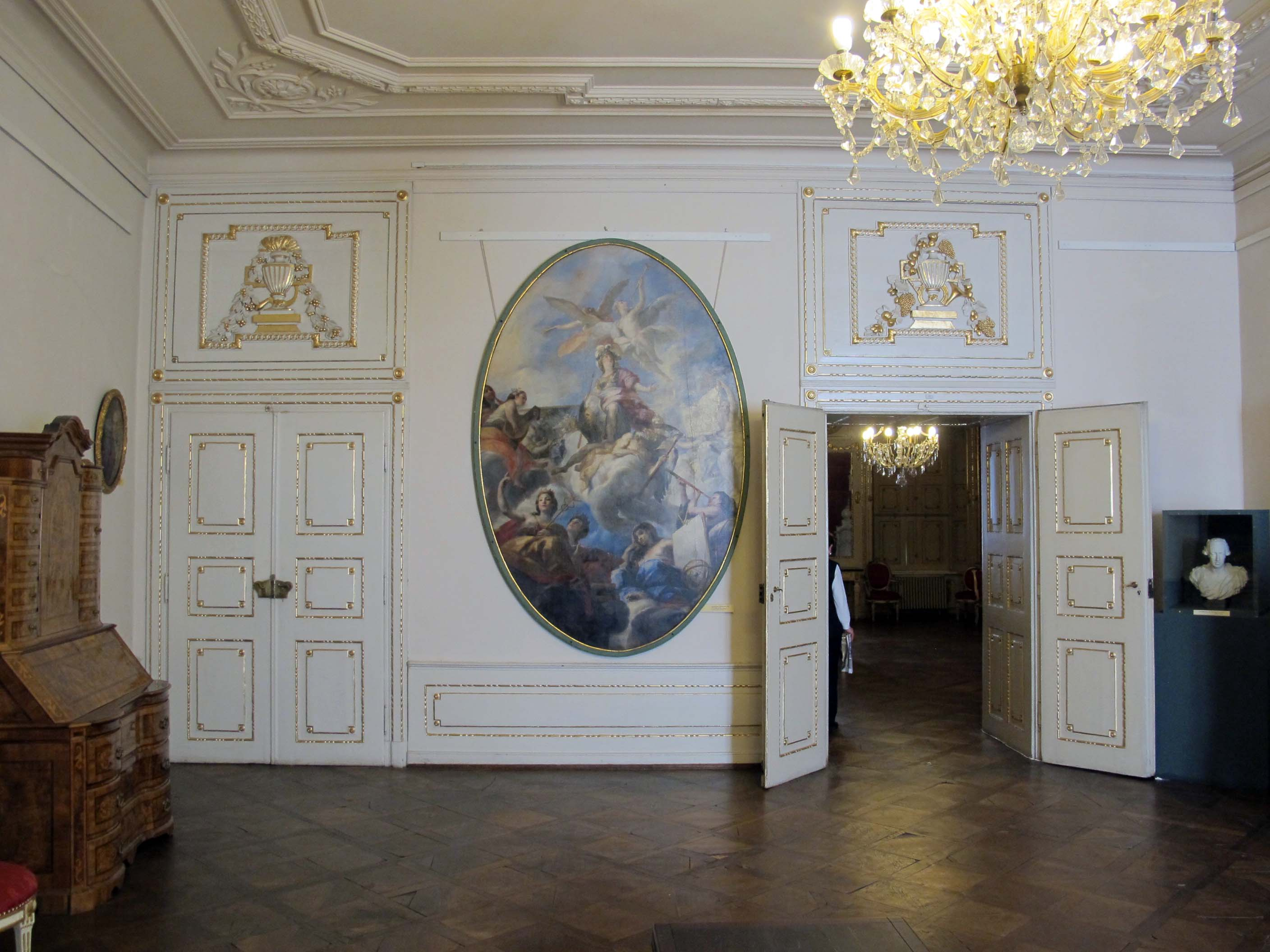

## Le musée de pharmacologie
Le musée de pharmacologie est situé dans un bâtiment historique daté de 1569, où se trouvait l'une des plus anciennes pharmacies de la Roumanie actuelle. Dans le sous-sol de cette maison, Samuel Hahnemann a inventé l'homéopathie et a développé sa version du traitement. Certaines de ses fioles et plans sont exposés. Le mobilier est de style viennois. L'exposition est organisée sur la structure d'une pharmacie classique qui comprend deux laboratoires, un secteur homéopathique et un secteur documentation. Il contient plus de 6 000 instruments médicaux anciens et outils de distribution de l'époque où Sibiu abritait plus de chimistes que partout ailleurs en Transylvanie. À l'avant, une boutique reconstituée est ornée de comptoirs en bois et de piles de bocaux en verre créant l'atmosphère d'un apothicaire du XVIIIe siècle. Une précieuse collection de pots pharmaceutiques en bois, marqués de peinture, est également présentée.

## Le musée d'histoire naturelle
Le Musée d'histoire naturelle commence à prendre forme en 1849, grâce à la fondation de la Société transylvanienne des sciences naturelles (allemand : Siebenbürgischer Verein für Naturwissenschaften), qui comptait comme membres d'importantes personnalités locales et étrangères de la science et de la culture. Les collections du musée comprennent plus d'un million de pièces (y compris la minéralogie-pétrographie, paléontologie, botanique, entomologie, malacologie, la zoologie des vertébrés, des amphibiens, des reptiles, ainsi que l'ichtyologie, l'ornithologie et la zoologie des mammifères).

## Le musée des armes et des trophées de chasse
Le musée des armes et des trophées de chasse (Muzeul de Arme și Trofee de Vânatoare) reflète l'évolution dans le temps des armes et des outils de chasse. La collection de trophées appartenant aux collections Witting et August von Spiess (en) est importante, la dernière comprenant 1 058 pièces acquises en 1963. Ouverte au public en 1966 à la « Spiess House », les collections comprennent maintenant plus de 1 500 unités. Certaines méthodes de chasse traditionnelles sont également exposées, notamment par des gravures contemporaines. Les aspects de la vie animale et les périodes propices à leur chasse sont également présentés.

## Voir également
- Tour du Conseil de Sibiu